# Пинето (Терамо)
Пинето (итал. Pineto) је насеље у Италији у округу Терамо, региону Абруцо.
Према процени из 2011. у насељу је живело 5096 становника. Насеље се налази на надморској висини од 6 м.

## Становништво
Према резултатима пописа становништва 2011. у општини је живело 14.631 становника.
| 1931. | 1936. | 1951. | 1961. | 1971. | 1981.  | 1991.  | 2001.  | 2011.  |
| ----- | ----- | ----- | ----- | ----- | ------ | ------ | ------ | ------ |
| 4.317 | 5.079 | 6.088 | 6.446 | 8.218 | 10.524 | 11.980 | 13.095 | 14.631 |

## Партнерски градови
- Дрокија
- Островјец Свјентокшиски